# Bryolymnia monodonta
Bryolymnia monodonta là một loài bướm đêm trong họ Noctuidae.